# Prest-O Change-O
Prest-O Change-O é um desenho animado da Merrie Melodies de 1939, dirigido por Chuck Jones, e lançado pela primeira vez em 25 de março de 1939 pela Warner Bros. É a segunda e última aparição da lebre branca de Porky's Hare Hunt, e a única aparição do personagem em um filme colorido; o próximo curta-metragem baseado na lebre, Hare-um Scare-um, introduziria uma lebre cinza maior, mais parecida com a personagem que se tornaria em curtas-metragens posteriores, Pernalonga. Foi relançado pela Blue Ribbon, em 7 de abril de 1950. 

## Enredo
Dois filhotes de cachorro, um grande e um pequeno, estão sendo perseguidos por um coletor de cães até se esconderem em uma casa abandonada. Eles logo descobrem que a casa é de propriedade de Sham-Fu, um mágico que não é visto ao longo do curta. Como resultado, cada filhote (ambos separados um do outro logo após entrar na casa) encontra todos os tipos de truques de mágica, incluindo a lebre de estimação de Sham-Fu. O filhote maior fica para se defender da lebre, ele próprio um ilusionista mais do que competente, capaz de todos os tipos de atos da física dos desenhos animados, enquanto o pequeno está envolvido em uma batalha imprudente com uma corda hindu e uma varinha mágica, a última de que ele acaba engolindo acidentalmente, dando a ele soluços bizarros durante o resto do filme. 
Os filhotes e a lebre acabam colidindo um com o outro, momento em que ambos tentam colocar tudo de volta no porta-malas de Sham-Fu. Inexplicavelmente, o cachorrinho soluça um balão contendo a lebre travessa. No entanto, desta vez, quando a lebre tenta outro ato de desaparecimento, o filhote maior é capaz de detê-lo e dar um soco na lebre o mais forte possível. A cena se espalha pela lebre, cujo olho está enegrecido e coberto com um abajur e sentado em um aquário com os pés para fora. 